# Museum Jeanne Devos
Het Museum Jeanne Devos (Frans voluit: Musée de folklore flamand Jeanne Devos) is een museum in de gemeente Wormhout in het Franse Noorderdepartement.
Het museum is een eerbetoon aan Jeanne Devos, de eerste vrouwelijke fotograaf in Frans-Vlaanderen. Jeanne Devos (1902-1989) was in dienst bij pastoor Lams van Wormhout. Samen fotografeerden ze een groot aantal volksgebeurtenissen en het leven van de plattelandsmensen in de streek. Enkele kamers van de voormalige pastorij zijn natuurgetrouw met typisch Vlaams meubilair. 